# Pădurea Chizid
Pădurea Chizid este o arie protejată de interes național ce corespunde categoriei a IV-a IUCN (rezervație naturală de tip botanic), situată în județul Hunedoara, pe teritoriul administrativ al municipiului Hunedoara.
Rezervația naturală cu o suprafață de 50 ha, reprezintă un valoros document fitogeografic privitor la etajarea forestieră și un vestigiu al diversității ecosistemelor inițiale.
Căi de acces: din DN68B care unește municipiile Deva și Hunedoara, sau din stația CFR Hunedoara. 